# Pelexia luetzelburgii
Pelexia luetzelburgii är en orkidéart som beskrevs av Rudolf Schlechter. Pelexia luetzelburgii ingår i släktet Pelexia och familjen orkidéer. Inga underarter finns listade i Catalogue of Life.